# Rally de Argentina de 2011
El Rally de Argentina de 2011 fue la 31.ª edición y la sexta ronda de la temporada 2011 del Campeonato Mundial de Rally. Se celebró en los alrededores de Villa Carlos Paz, Córdoba, entre el 26 y el 29 de mayo y contó con un itinerario de diecinueve tramos sobre tierra con alguna presencia de asfalto que sumaban un total de 378.15 km cronometrados. Fue también la tercera ronda del Campeonato de Producción. 
El Rally de Argentina regresaba al calendario mundialista después de su ausencia en 2010 cuando fue puntuable para el Intercontinental Rally Challenge. El vencedor fue Sébastien Loeb, que sumaba su victoria número 65 en el campeonato del mundo. Su triunfo no fue fácil puesto que se hizo el primer cajón del podio en el último tramo, después de que hubiesen liderado la prueba primeramente Jari-Matti Latvala y luego Sébastien Ogier. Su compañero de equipo Ogier, terminaba a solo 7.3 segundos de distancia y Mikko Hirvonen que fue segundo a tan solo 2.4 segundos siendo una de las finales más apretadas de la historia del campeonato mundial.
El ganador del Campeonato de Producción fue Hayden Paddon.

## Itinerario y ganadores
| Día                | Tramo | Hora  | Tramo                       | Distancia | Ganador            | Tiempo  | Vel. media  | Líder rally        |
| ------------------ | ----- | ----- | --------------------------- | --------- | ------------------ | ------- | ----------- | ------------------ |
| Día 1 (26 de mayo) | SS1   | 15:05 | Super Especial Carlos Paz 1 | 3.02 km   | Sébastien Loeb     | 2:25.9  | 74.52 km/h  | Sébastien Loeb     |
| Día 2 (27 de mayo) | SS2   | 9:36  | El Mirador 1                | 18.23 km  | Jari-Matti Latvala | 10:27.0 | 104.67 km/h | Jari-Matti Latvala |
| Día 2 (27 de mayo) | SS3   | 10:08 | Mina Clavero 1              | 22.67 km  | Jari-Matti Latvala | 19:42.5 | 69.02 km/h  | Jari-Matti Latvala |
| Día 2 (27 de mayo) | SS4   | 11:01 | El Cóndor 1                 | 37.32 km  | Jari-Matti Latvala | 23:18.9 | 96.04 km/h  | Jari-Matti Latvala |
| Día 2 (27 de mayo) | SS5   | 15:17 | El Mirador 2                | 18.23 km  | Jari-Matti Latvala | 10:19.0 | 106.03 km/h | Jari-Matti Latvala |
| Día 2 (27 de mayo) | SS6   | 15:49 | Mina Clavero 2              | 22.67 km  | Petter Solberg     | 19:21.7 | 70.25 km/h  | Jari-Matti Latvala |
| Día 2 (27 de mayo) | SS7   | 16:42 | El Cóndor 2                 | 37.32 km  | Sébastien Loeb     | 23:19.4 | 96.01 km/h  | Jari-Matti Latvala |
| Día 3 (28 de mayo) | SS8   | 8:13  | Las Jarillas 1              | 21.57 km  | Sébastien Ogier    | 12:21.3 | 104.75 km/h | Jari-Matti Latvala |
| Día 3 (28 de mayo) | SS9   | 9:46  | Las Bajadas 1               | 16.57 km  | Sébastien Loeb     | 9:04.1  | 109.63 km/h | Jari-Matti Latvala |
| Día 3 (28 de mayo) | SS10  | 10:32 | Amboy 1                     | 20.33 km  | Sébastien Loeb     | 10:38.0 | 114.71 km/h | Jari-Matti Latvala |
| Día 3 (28 de mayo) | SS11  | 11:13 | Santa Rosa 1                | 21.36 km  | Sébastien Loeb     | 13:06.2 | 97.81 km/h  | Jari-Matti Latvala |
| Día 3 (28 de mayo) | SS12  | 14:08 | Las Jarillas 2              | 21.57 km  | Sébastien Ogier    | 12:21.6 | 104.71 km/h | Jari-Matti Latvala |
| Día 3 (28 de mayo) | SS13  | 15:41 | Las Bajadas 2               | 16.57 km  | Sébastien Ogier    | 9:00.7  | 110.32 km/h | Sébastien Ogier    |
| Día 3 (28 de mayo) | SS14  | 16:27 | Amboy 2                     | 20.33 km  | Sébastien Loeb     | 10:32.7 | 115.68 km/h | Sébastien Ogier    |
| Día 3 (28 de mayo) | SS15  | 17:08 | Santa Rosa 2                | 21.36 km  | Sébastien Loeb     | 12:59.3 | 98.67 km/h  | Sébastien Ogier    |
| Día 4 (29 de mayo) | SS16  | 8:09  | Ascochinga                  | 48.21 km  | Sébastien Loeb     | 35:53.7 | 80.59 km/h  | Sébastien Ogier    |
| Día 4 (29 de mayo) | SS17  | 10:27 | Cabalango 1                 | 3.90 km   | Jari-Matti Latvala | 2:22.2  | 98.73 km/h  | Sébastien Ogier    |
| Día 4 (29 de mayo) | SS18  | 11:38 | Super Especial Carlos Paz 2 | 3.02 km   | Petter Solberg     | 2:25.5  | 74.72 km/h  | Sébastien Ogier    |
| Día 4 (29 de mayo) | SS19  | 12:10 | Cabalango 2 (Power stage)   | 3.90 km   | Petter Solberg     | 2:20.1  | 100.21 km/h | Sébastien Loeb     |

### Power Stage
| Pos | Piloto         | Tiempo | Difer. | Veloc. media | Pintos |
| --- | -------------- | ------ | ------ | ------------ | ------ |
| 1   | Petter Solberg | 2:20.1 | 0.0    | 100.21 km/h  | 3      |
| 2   | Mikko Hirvonen | 2:20.6 | +0.5   | 99.86 km/h   | 2      |
| 3   | Sébastien Loeb | 2:20.6 | +0.5   | 99.86 km/h   | 1      |

## Clasificación final
| Pos.      | Piloto             | Copiloto               | Automóvil                | Tiempo    | Diferencia | Puntos  |
| General   | General            | General                | General                  | General   | General    | General |
| --------- | ------------------ | ---------------------- | ------------------------ | --------- | ---------- | ------- |
| 1.        | Sébastien Loeb     | Daniel Elena           | Citroën DS3 WRC          | 4:03:56.9 | 0.0        | 25+1    |
| 2.        | Mikko Hirvonen     | Jarmo Lehtinen         | Ford Fiesta RS WRC       | 4:03:59.3 | 2.4        | 18+2    |
| 3.        | Sébastien Ogier    | Julien Ingrassia       | Citroën DS3 WRC          | 4:04:04.2 | 7.3        | 15      |
| 4.        | Petter Solberg     | Chris Patterson        | Citroën DS3 WRC          | 4:04:29.5 | 32.6       | 12+3    |
| 5.        | Mads Østberg       | Jonas Andersson        | Ford Fiesta RS WRC       | 4:09:13.7 | 5:16.8     | 10      |
| 6.        | Federico Villagra  | Jorge Pérez Companc    | Ford Fiesta RS WRC       | 4:10:45.4 | 6:48.5     | 8       |
| 7.        | Jari-Matti Latvala | Miikka Anttila         | Ford Fiesta RS WRC       | 4:15:31.4 | 11:34.5    | 6       |
| 8.        | Matthew Wilson     | Scott Martin           | Ford Fiesta RS WRC       | 4:17:29.6 | 13:32.7    | 4       |
| 9.        | Hayden Paddon      | JJohn Kennard          | Subaru Impreza WRX STI   | 4:29:40.7 | 25:43.8    | 2       |
| 10.       | Patrik Flodin      | Maria Andersson        | Subaru Impreza WRX STI   | 4:37:31.1 | 33:34.1    | 1       |
| PWRC      |                    |                        |                          |           |            |         |
| 1. (9.)   | Hayden Paddon      | John Kennard           | Subaru Impreza WRX STI   | 4:29:40.7 | 0.0        | 25      |
| 2. (10.)  | Patrik Flodin      | Maria Andersson        | Subaru Impreza WRX STI   | 4:37:31.1 | 7:50.4     | 18      |
| 3. (11.)  | Dmitry Tagirov     | Anna Zavershinskaya    | Subaru Impreza WRX STI   | 4:43:07.6 | 13:26.9    | 15      |
| 4. (12.)  | Nicolás Fuchs      | Rubén Francisco García | Mitsubishi Lancer Evo IX | 4:47:53.1 | 18:12.4    | 12      |
| 5. (14.)  | Martin Semerád     | Michal Ernst           | Mitsubishi Lancer Evo X  | 4:51:56.5 | 22:15.8    | 10      |
| 6. (15.)  | Benito Guerra      | Borja Rozada           | Mitsubishi Lancer Evo X  | 4:52:57.1 | 23:16.4    | 8       |
| 7. (16.)  | Ezequiel Campos    | Cristian Winkler       | Mitsubishi Lancer Evo IX | 4:54:17.5 | 24:36.8    | 6       |
| 8. (17.)  | Gianluca Linari    | Nicola Arena           | Subaru Impreza WRX STI   | 4:56:52.7 | 27:12.0    | 4       |
| 9. (19.)  | Yuriy Protasov     | Adrian Aftanaziv       | Mitsubishi Lancer Evo X  | 4:57:25.5 | 27:44.8    | 2       |
| 10. (20.) | Michał Kościuszko  | Maciek Szczepaniak     | Mitsubishi Lancer Evo X  | 4:58:04.7 | 28:24.0    | 1       |